# بانک کانتونال ژورا
بانک کانتونال ژورا (انگلیسی: Banque cantonale du Jura) شرکت خدمات مالی و بانکداری سوئیسی است، که در سال ۱۹۷۹ تأسیس شد.